# ダークシステム 恋の王座決定戦
『ダークシステム 恋の王座決定戦』（ダークシステム こいのおうざけっていせん）は、2014年1月21日から3月25日まで毎週火曜日0:28 - 1:07（JST、月曜日深夜）にTBS系の「ドラマNEO」枠で放送されていた日本のテレビドラマ。幸修司の自主映画『ダークシステム 完全版』を原作としている。主演は本作で初の単独主演を務める八乙女光、共演はドラマ初出演の玉城ティナ。
本項目では日時表記を日本標準時で記載し、提出された出典内容や公式HPで表示されている内容とは異なる。

## 登場人物

### 主要人物
加賀見 次郎（かがみ じろう）
演 - 八乙女光（Hey! Say! JUMP）
長期間にわたって想いを寄せていたユリを親友の西園寺に奪われ、彼女の気持ちを再び振り向かせ、西園寺とユリの関係を壊すために「加賀見クラッシャー」を開発する。また、未来から訪れたファントムを倒すために「未来予測マシーン」を完成させる。
白石 ユリ（しらいし ユリ）
演 - 玉城ティナ
最近、西園寺と交際を始めたが彼の奇怪な行動が露見し、すぐに別れる。アボカド料理が得意。
西園寺 轟（さいおんじ ごう）
演 - 弓削智久
次郎の親友。西園寺が暮らす部屋の壁には謎な穴が無数あけられ、その穴を様々な写真で隠していた。解離性同一性障害を患い、一時的な記憶障害に悩まされている。
恩田 妖一（おんだ よういち）
演 - 伊野尾慧（Hey! Say! JUMP）
恩田楽器の御曹司で盲目のピアニスト。鉄山お気に入りのユリのフィアンセ。より美しいピアノの音色を奏でるためインドへ修行に行き、行商が売り歩いていた耳が良くなる秘薬を飲んでしまい、その後遺症で失明する。
ファントム
演 - 板尾創路
本名：森田大介。ユリの同級生で彼女を執拗に追い回すストーカー。10年前、タイムマシンを完成させた後の爆発事故に巻き込まれ忽然と姿を消したが、再び現代に現れる。
白石 鉄山（しらいし てつざん）
演 - 林隆三
娘のユリを溺愛する。

### 白石家
白石 桂子（しらいし けいこ）
演 - 滝沢涼子
ユリの母親。鉄山の妻。病気で入院している。
家政婦
演 - 田辺愛美
鉄山の世話をする家政婦。
黒服A
演 - 古谷克実
黒服B
演 - 平野靖幸
黒服C
演 - 小國彰裕
黒服D
演 - 田野良樹

### その他
二宮 沙希
演 - 岡村いずみ
妖一の運転手兼世話係。
草加老人
演 - いか八朗
加賀見が防波堤で知り合い、ユリの父親だと勘違いする。
西園寺の祖父
演 - 菅登未男
三途川を渡りかけた孫の魂を引き戻す。
石川 トキ
演 - 柴田杏花
鉄山が愛した女性。
加賀見 一郎（かがみ いちろう）
演 - 八乙女光（二役）
次郎の父親で鉄山の友人。鉄山との共同事業で貯めた資金と彼が愛した女性を奪う。

### ゲスト
第7話 - 第8話
- 少年A - 須田琉雅（最終話）

第9話
- 内田 - 宅野誠起
- 加賀見に似た男 - 佐伯晃浩
- ドクター山本 - 上馬場健弘（最終話）

最終話
- 神父 - ステファノ・カビッドゥ

## スタッフ
- 原作 - 幸修司『ダークシステム 完全版』
- 企画・シリーズ構成 - 犬童一心
- 脚本 - 幸修司
- 音楽 - ゲイリー芦屋
- 監督 - 犬童一心、小中和哉
- 主題歌 - Hey! Say! JUMP「AinoArika」（ジェイ・ストーム）[5]
- 劇用挿入歌 - 「ラストLOVE」（作詞：幸修司 / 作曲：谷口尚久）
- 劇用ピアノ曲 - 「暗闇からの破壊旋律」（作曲：蒲池愛）
- 助監督 - 古川豪
- 特殊造形 - 多田井敏輝
- VFXプロデューサー - 菅原悦史
- スタント - 辻井啓伺
- 操演 - 辻川明宏、鳴海聡
- 和太鼓演奏 - 三本松ダンチーズ
- ピアノ指導 - 谷口尚久
- チーフプロデューサー - 篠原廣人、小林亜理、十二竜也、加藤新
- プロデューサー - 長松谷太郎、森坂真志人、清水啓太郎
- アソシエイトプロデューサー - 杉浦美奈子
- アシスタントプロデューサー - 北沢未来、中里友樹
- 特別協力 - ソニー・ミュージックエンタテインメント
- 制作協力 - ジェイ・ストーム
- 企画・制作プロダクション - ADKアーツ
- 製作著作 - TBS

## 放送日程
| 話数   | 放送日  | サブタイトル                   | 監督     |
| ------ | ------- | ------------------------------ | -------- |
| 第1話  | 1月21日 | 誕生! 欲望のシステム           | 犬童一心 |
| 第2話  | 1月28日 | 裏切りのサイオンジクラッシャー | 犬童一心 |
| 第3話  | 2月04日 | 時空を超えたストーカー         | 犬童一心 |
| 第4話  | 2月11日 | ユリちゃんを取り戻せ!          | 犬童一心 |
| 第5話  | 2月18日 | 最強のフィアンセ現る!          | 小中和哉 |
| 第6話  | 2月25日 | 激突! 貴公子VSドブネズミくん   | 小中和哉 |
| 第7話  | 3月04日 | マインドスキャン発動           | 小中和哉 |
| 第8話  | 3月11日 | 生きのびろっ! 死のゲーム       | 小中和哉 |
| 第9話  | 3月18日 | 逆襲のサイオンジ               | 犬童一心 |
| 最終話 | 3月25日 | 決戦! ダークウェディング       | 犬童一心 |

平均視聴率 1.0%（視聴率は関東地区、ビデオリサーチ社調べ）

## ネット局・放送時間
| 放送対象地域   | 放送局              | 放送期間        | 放送日時                         | 備考        |
| -------------- | ------------------- | --------------- | -------------------------------- | ----------- |
| 関東広域圏     | TBSテレビ（TBS）    | 2014年1月21日 - | 火曜日 0:28 - 1:07（月曜日深夜） | 製作局      |
| 岩手県         | IBC岩手放送（IBC）  | 2014年1月21日 - | 火曜日 0:28 - 1:07（月曜日深夜） | 同時ネット  |
| 静岡県         | 静岡放送（SBS）     | 2014年1月21日 - | 火曜日 0:28 - 1:07（月曜日深夜） | 同時ネット  |
| 近畿広域圏     | 毎日放送（MBS）     | 2014年1月22日 - | 水曜日 2:44 - 3:24（火曜日深夜） | 1日遅れ     |
| 岡山県・香川県 | 山陽放送（RSK）     | 2014年1月28日 - | 火曜日 0:58 - 1:38（月曜日深夜） | 7日遅れ     |
| 中京広域圏     | 中部日本放送（CBC） | 2014年1月28日 - | 火曜日 1:30 - 2:15（月曜日深夜） | 7日遅れ     |
| 鹿児島県       | 南日本放送（MBC）   | 2014年2月4日 -  | 火曜日 0:05 - 0:45（月曜日深夜） | 14日遅れ    |
| 山口県         | テレビ山口（TYS）   | 2014年6月5日 -  | 金曜日 1:28 - 1:58（木曜日深夜） | 約4か月遅れ |
| 山梨県         | テレビ山梨（UTY）   | 2014年6月27日 - | 月 - 金曜日 16:53 - 17:40        | 約5か月遅れ |